# Bolle wilgtakbladwesp
De bolle wilgtakbladwesp (Euura amerinae) is een vliesvleugelig insect uit de familie van de bladwespen (Tenthredinidae). De wetenschappelijke naam van de soort is gepubliceerd in 1758 door Linnaeus in de tiende editie van Systema naturae.